# Apple Watch
Apple Watch（アップル ウォッチ）は、Appleが2015年4月24日から販売している腕時計型ウェアラブルコンピュータ（スマートウォッチ）である。

## 概要
2014年9月10日2:00（JST）に発表され、2015年3月10日2:00（JST）にSpring Forwardにて発売日が発表された。
スティーブ・ジョブズ亡き後、ティム・クックがCEOに就任して初の新カテゴリー製品である。
開発担当責任者は元Adobe CTOで、iOSのFlash非対応に対する批判の急先鋒であったケビン・リンチ技術担当副社長であったが、2015年以降はジェフ・ウィリアムズCOOが担当責任者になっている。デザインは、マーク・ニューソン、イムラン・チョウドリによる。
Apple Watchは、四角いタッチスクリーンを搭載した第6世代iPod nano（2010年発売）を礎として制作されたものである。第6世代iPod nanoは、現在のApple Watchと同様、アクセサリーメーカーにより発売されたリストバンドと併用することで、腕時計としても機能した。またiPod nanoに偽装する運送用ケースも存在する。
プロトタイプ制作を手掛けていたイムラン・チョウドリによると、音楽プレーヤーであったiPod nanoに通知機能やSiri機能を付与するアイデアからApple Watchの試作品の制作がなされたとのことである。
当初アメリカの調査会社IDCは、2015年の出荷台数は1300万台に達すると見込んでいたが、米調査会社Jupiter Researchによれば、出荷台数は880万台に留まったとしている。しかし、2017年の出荷台数は約1800万台に達しており、ウェアラブル端末全体およびスマートウォッチ市場において過半数のシェアを獲得した。
2019年には出荷台数は約3070万台に達しており、本格的な腕時計型端末市場への参入は後発であったにもかかわらず、同年のスイスの時計産業全体の出荷台数約2110万台をApple Watch単独で大きく上回った。

## 特徴
シリーズごとに複数のバリエーションが用意されており、採用されているケース、ガラス、バンドによって価格帯が異なる。第1世代、Series 1、Series 2、Series 3は38mmと42mm、Series 4、Series 5、SE、Series 6は40mmと44mm、Series 7、Series 8、Series 9は41mmと45mm、Series 10は42mmと46mmの2つのサイズが展開されている。Apple Watch Ultraは49mmのサイズのみの展開である。
バンドについては、ケースの裏側にあるボタンを押すことでバンドの着脱及び交換が可能。サイズについては、38mm、40mm、41mmのケース用、42mm、44mm、45mm、46mm、49mmのケース用、それぞれ専用のものが個別に用意されている。ソロループ、ブレイデッドソロループ以外のバンドについては、38mmと40mmと41mm、42mmと44mmと45mmと46mmと49mmに互換性がある。
また、38mmと40mmと41mm専用のモダンバックル、42mmと44mmと45mm専用のレザーループなど一方のサイズ専用のバンドがある。ケースとバンドのサイズが同じであればバンドの互換性があり、交換が可能である。サードパーティ製のバンドも選択可能である。
バンドの加工については主に中国LuenFungグループ、金素材は日本で行われているという。
iPhone内に保存されている楽曲を転送し、Bluetoothヘッドフォンを利用してApple Watchのみで音楽を聴くことができる。また、ウォッチ本体のアプリを操作することで、iPhoneに記録されている音楽の再生およびコントロールが可能である。
音楽同様に、iPhone内に保存されている画像を転送し、Apple Watch本体にて画像を表示できる。また、カメラ機能もiPhoneの内蔵カメラをコントロールできる。
アプリにもよるが、Apple Watch本体のみで可能な機能とiPhoneと連携して初めて可能な機能がある。基本的にiPhoneと連携するかWi-Fiネットワークに接続しない限りメッセージ、電話、メール、マップ、Siri、音楽、天気、株価などの機能は動作しないか、もしくは情報が更新されない。なおこれらはGPS＋Cellularモデルの場合、セルラー通信が可能な場所では同機能が利用可能である。
GPS＋Cellularモデルでセルラー通信を使用する場合、日本では2024年現在、NTTドコモ（ahamo・irumoを含む）、au、ソフトバンク、楽天モバイルのいずれかのキャリアで主回線のiPhoneとともに契約する（ドコモ系の「ワンナンバーサービス」など、Apple Watch向けオプションサービスを適用させる）必要がある。これ以外のサブブランド（au系のUQ mobile・povo、ソフトバンク系のY!mobile・LINEMO）やMVNOではオプションサービスの設定が無いため利用できない。

## 歴代機種

### Apple Watch (第1世代)
Apple Watch
スタンダードモデルにあたる。ケースは腕時計によく使用されるSUS316L系ステンレススチールまたはスペースブラックステンレススチールを採用。ガラスはサファイアクリスタル製。バンドのバリエーションが最も多く用意されており、殆どのバンドの金属部分には、SUS316L系ステンレススチールまたはスペースブラックステンレススチールを採用。
Apple Watch Hermès
Apple Watchと同じケースと風貌に、エルメスのレザーバンドが採用されたモデル。HERMÈSモデル専用の文字盤が用意されている。
Apple Watch Sport
エントリーモデルにあたる。ケースにシルバーまたはスペースグレイの酸化皮膜処理された高強度の7000番系のアルミニウム合金を採用。ガラスはイオン硬化処理を受けたIon-Xガラス製。バンドはスポーツバンドかウーブンナイロンのみで、この中から好きな色を選択することが可能。バンドの金属部分にはアルミニウム合金を採用。
Apple Watch Edition
フラッグシップモデルにあたる。ケースにイエローまたはローズの18金を採用。ガラスはサファイアクリスタル製。バンドの金属部分には18金を採用。全て100万円以上の価格帯のモデルで、Apple Watchのバリエーションの中では最も価格が高い。

### Apple Watch Series 1
Series 2の発売に併せて登場した第1世代のリファインモデル。watchOS 3がインストールされているのと、デュアルコアプロセッサーに変更された点以外は、第1世代Apple Watch Sportの仕様と殆ど同じ。ラインナップはアルミニウムケースとスポーツバンドのみ。

### Apple Watch Series 2
Apple Watch（第1世代）の後継モデルとして、日本では2016年9月16日から発売された。Series 2ではApple WatchとApple Watch SportをApple Watchに統合。バンドはApple Watch（第1世代）との互換性がある。
同時期に発売されたiPhone 7同様、ソニーが開発し世界標準規格になった非接触型ICカードの技術方式FeliCaを搭載しており、SuicaやiD等の電子マネーが利用可能となった。
2020年5月にガーミンからSuica対応のスマートウォッチが発売されるまで、Apple WatchはSuicaに対応した唯一のスマートウォッチであった。
耐水性能は、水深50メートルを備えており水泳の（海水も可）トレーニングも記録できる。
2017年9月にSeries 3の発売をもって販売が終了している。
Apple Watch
アルミニウムケースかステンレススチールケースの選択が可能。風防は前モデルと同じくアルミニウムケースがIon-Xガラス製、ステンレススチールケースがサファイアクリスタルである。付属するバンドのバリエーションや金属部分もApple Watch (第1世代)とほぼ同じ。
Apple Watch Hermès
ステンレススチールケースにエルメスのバンドの組み合わせ。HERMÈS表示等の内部仕様などは前モデルを踏襲している。スポーツバンドが付属。
Apple Watch Nike+
Series 2より新たに追加されたコレクションである。アルミニウムケースにNikeスポーツバンドが付属。Nikeモデル専用の文字盤が用意されている。
Apple Watch Edition
前モデル同様にフラッグシップモデルにあたる。ケースが18金からセラミックに変更、風防はサファイアクリスタルである。バンドもスポーツバンドのみになり、バンドの金属部分もセラミックに変更されている。磁気充電ドックが付属。

### Apple Watch Series 3
Apple Watch Series 2の後継モデルとして、日本では2017年9月22日から発売された。
Series 3ではGPSモデルとGPS＋Cellularモデルがある。GPS＋CellularモデルではeSIMを内蔵。フル充電時で、LTEを使った通話時間は約1時間となっている。Apple Payは世界共通で使えるようになり、Series 2とは違い、海外モデルでも日本のSuicaを使うことができるようになった。
バンドはApple Watchの全モデルとの互換性がある。新たにW2チップ、気圧高度計を搭載している。
後述の数々の後継機が発売・販売終了するなかでSeries 3は38ミリサイズが選べる廉価機として細々と販売され続けていたが2022年9月7日に販売終了となった。Apple Watchとしては最も長い期間生産されたが今後のWatch OSのアップデートはセキュリティ面のアップデートのみとなる。
Apple Watch
アルミニウムケースかステンレススチールケースの選択が可能。風防は前モデルと同じくアルミニウムケースがIon-Xガラス製、ステンレススチールケースがサファイアクリスタルである。付属するバンドのバリエーションや金属部分もApple Watch（第1世代）とほぼ同じ。
アルミニウムケースのモデルではGPSモデルとGPS＋Cellularモデルを用意。ステンレスモデルではGPS＋Cellularモデルのみ。
Apple Watch Hermès
ステンレススチールケースにエルメスのバンドの組み合わせ。GPS＋Cellularモデルのみ。HERMÈS表示等の内部仕様などは前モデルを踏襲している。
Apple Watch Nike+
アルミニウムケースにナイキスポーツバンドが付属。GPSモデルとGPS＋Cellularモデルを用意。内部仕様は他のモデルとは若干異なっており、ナイキ表示等の内部仕様などは前モデルを踏襲している。
Apple Watch Edition
前モデル同様にフラッグシップモデルにあたる。GPS＋Cellularモデルのみ。ホワイトセラミックに加えてグレイセラミックが追加、風防はサファイアクリスタルである。スポーツバンド、磁気充電ドックが付属。

### Apple Watch Series 4

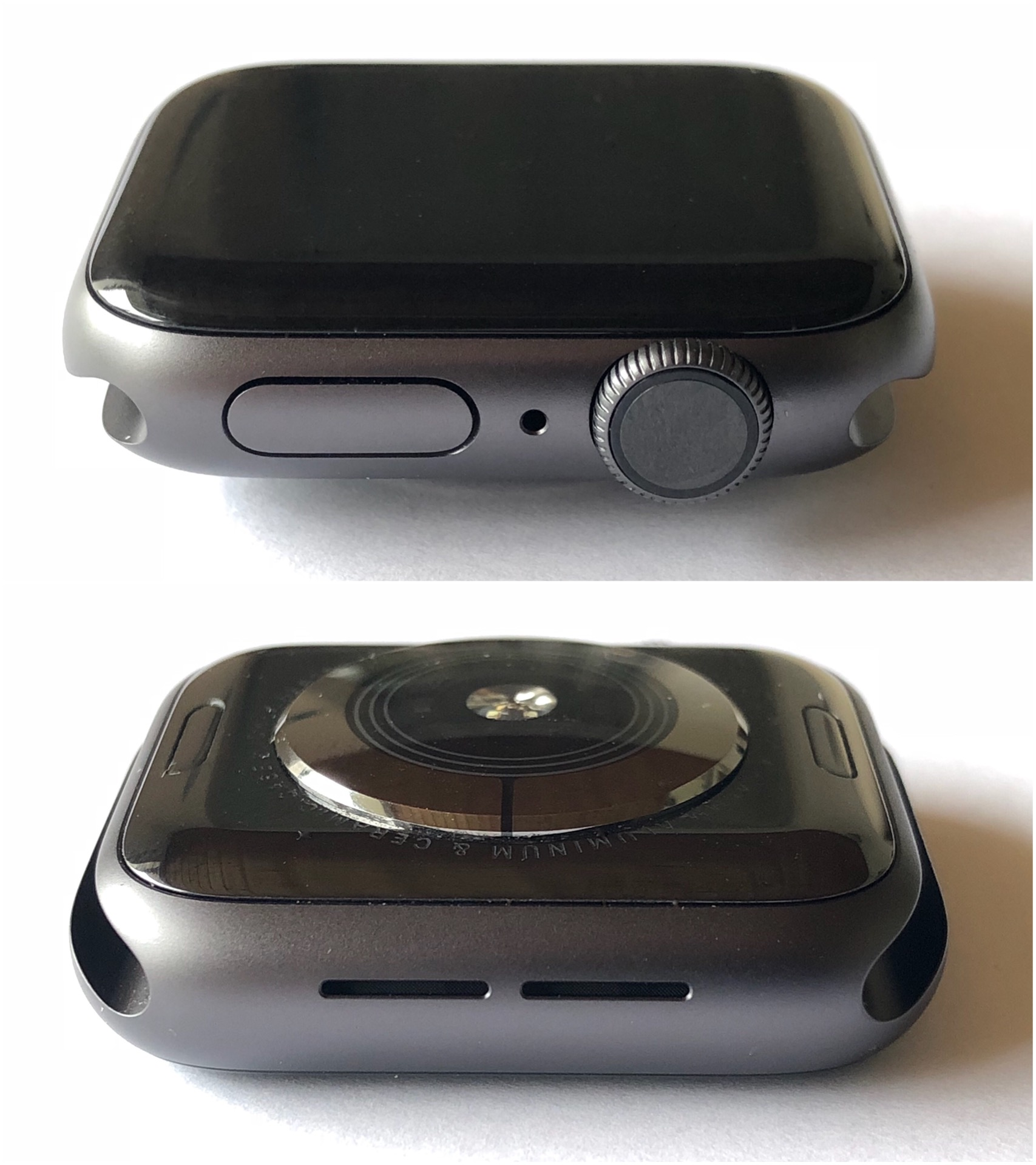
Apple Watch Series 4

Apple Watch Series 3の後継モデルとして、日本では2018年9月21日から発売された。
Series 3と同じくGPSモデルとGPS＋Cellularモデルがある。S4プロセッサは64ビットに対応して処理速度が約2倍に向上し、バンドは全Apple Watchとの互換性がある。
40mmと44mmモデルが用意され、ベゼルが細くなった事で表示部が30%以上拡大した。光学式心拍センサーが第2世代になり、電気式心拍センサーが加えられ心電図アプリによる計測が可能となった。アメリカではFDA認定機器であるが、一部の国では医療機器としての認可を受けておらず、日本では使用できなかった。2021年より、日本においてもiOS 14.4とwatchOS 7.3の組み合わせで利用可能となる。
Taptic Engineを利用して、デジタルクラウンを回した感触が手に伝わるようになった。ジャイロセンサーの性能向上にともなって、装着している人物が転倒・落下後に1分間動かなくなると自動的に緊急通報を行う機能(転倒検出)が加えられた。また、Series 3以前と異なり裏蓋は全面セラミックとサファイアクリスタルに変更されている。

### Apple Watch Series 5
Apple Watch Series 4の後継モデルとして、日本では2019年9月20日から発売された。
Series 4と同じくGPSモデルとGPS＋Cellularモデルがある。チップセットには最新の64ビットデュアルコアのS5を搭載。処理速度はSeries 4と同等。
コンパス機能が搭載され、Apple Watchが向いている方角が表示できるようになった。
新型ディスプレイの採用により、常時表示が可能となっている。
本体のデザインと大きさはSeries 4と変わっておらず、40mmと44mmの2モデルが用意され、Series 3までの38mm/42mmモデルと同じバンド製品を利用できる。
ケース本体は以前のモデルと同様のアルミニウム、ステンレススチールに加え、セラミックが復活したほか、新たにチタニウムのモデルも追加された。

### Apple Watch Series 6
Apple Watch Series 5の後継モデルとして、日本では2020年9月18日に発売された。
Series 3以降のモデルと同じようにGPSモデルとGPS＋Cellularモデルがある。チップセットには最新の64ビットデュアルコアのS6を搭載。iPhone 11シリーズに搭載されたA13をベースとしており、S5プロセッサと比べて最大20％高速化した。
また、超広帯域無線（UWB）と呼ばれる無線技術を利用するためのチップ、U1チップが内蔵されている。
新たに血中酸素濃度センサーと常時計測可能な新しい高度計を搭載、また常時表示ディスプレイの明るさが2.5倍明るくなった。
本体のデザインと大きさはSeries 4及びSeries 5とほぼ変わっていない。
ケース本体はアルミニウム、ステンレススチール、チタニウムで、新たにアルミニウムのブルーと(PRODUCT)REDが追加され、セラミックは廃止となった。
そして新作バンドとして、ソロループ、ブレイデッドソロループ、レザーリンクが追加された。ソロループとブレイデッドソロループについては、Series 4以降のみ互換性がある。

### Apple Watch SE（第1世代）
廉価版モデルとして、日本ではSeries 6と同じく2020年9月18日に発売された。
GPSモデルとGPS＋Cellularモデルがある。チップセットにはSeries 5と同じく64ビットデュアルコアのS5を搭載。
常時表示ディスプレイ、心電図センサー、血中酸素飽和度センサーなど、いくつかのハードウェアが省かれている。
本体のデザインと大きさはSeries 4、Series 5、Series 6とほぼ変わっていない。
ケースはアルミニウムのみで、ゴールド、スペースグレイ、シルバーのみである。

### Apple Watch Series 7
Apple Watch Series 6の後継モデルとして、日本では2021年10月15日に発売された。
Series 3以降のモデルと同じようにGPSモデルとGPS＋Cellularモデルがある。チップセットには64ビットデュアルコアプロセッサのS7を搭載。
Apple Watch初の防塵機能を搭載し、IP6Xの認定を受けている。耐亀裂性能もアップしている。
サイズがSeries 6から若干大きくなり45mmモデルと41mmモデルの2種類。縁を削減することで画面サイズはSeries 6から20％大きくなっている。
また、充電時間が従来より高速化している。ただし、同梱の充電用USBケーブルが一新されており、前のタイプのケーブルを使用した場合は高速充電に対応しない。

### Apple Watch Ultra
2022年9月7日発表、同月23日発売。GPS+Cellularモデルのみ。チップセットには64ビットデュアルコアプロセッサのS8を搭載。
Apple Watch Ultraは、Appleが耐久レースやアウトドア・レクリエーション（GarminやPolarなどの企業の製品と競合）に向けて位置づけた新しいハイエンドモデルである。ハードウェアのほとんどをシリーズ8と共有しているが、より大きな49mm、最大2,000ニトのディスプレイとバンド、頑丈なチタンニウムケース、サファイアクリスタルを備えた明るいディスプレイ、さまざまなアプリや機能にマッピングできる追加の「アクション」ボタン、統合されたマルチバンドGPS、水温センサー、Appleが省電力モードを使用せずに36時間の使用が可能としたより大きなバッテリを備えている。

### Apple Watch SE（第2世代）
廉価版モデルとして、日本ではSeries 8と同じく2022年9月16日に発売された。GPSモデルとGPS＋Cellularモデルがある。チップセットにはSeries 8と同じく64ビットデュアルコアのS8を搭載。第1世代と同じく常時表示ディスプレイ、心電図センサー、血中酸素飽和度センサーなど、いくつかのハードウェアがは省かれている。本体のデザインと大きさは第1世代とほぼ変わっていない。ケースはアルミニウムのみで、ミッドナイト、スターライト、シルバーのみである。

### Apple Watch Series 9
2023年9月13日発表、同月22日発売。新設計のApple S9 SiPを搭載している。

### Apple Watch Ultra 2
2023年9月13日発表、同月22日発売。新設計のApple S9 SiPを搭載している。

### Apple Watch Series 10
2024年9月10日に開催されたApple Eventにて、「Apple Watch Series 10」が発表され、同年9月20日より販売が開始された。前モデルから約10％の薄型化を実現しチップセットにはApple S10 SiPを搭載している。ケースのサイズは42mmと46mmの2種類でわずかに大型化し、新たなヘルスケア機能として睡眠時無呼吸の検出機能が追加された。

## 仕様

### ハードウェア
CPUはiPhone向けに開発されるAシリーズ同様に命令セットがARMである、SiPのApple S1、S1P（Series 1）、S2（Series 2）、S3（Series 3）、S4（Series 4）、S5（Series 5）、S6（Series 6）、S7（Series 7）、S8（Series 8, Ultra）、S9（Series 9、Ultra 2）が搭載されており、入力機器には独自のデジタルクラウンとボタンを採用している。
Series 5までのモデルのディスプレイには「感圧タッチ」と呼ばれる圧力センサーが搭載されていたが、Series 6以降のモデルでは廃止された。
ディスプレイは有機EL（OLED）を搭載していて、Series 5以降（SEを除く）では常時表示機能が可能になった。
マイク、スピーカー、光学式の心拍センサー、加速度センサー、環境光センサー、Series 5以降のモデルではコンパスを、Series 6では血中酸素濃度センサーを搭載している。
Apple Watch (第1世代)とSeries 1はGPSは内蔵しておらず、iPhone内蔵のGPSと連携する。Series 2以降のモデルではGPSを搭載しており、iPhoneがなくともワークアウト中の経路などを記録できる。
Taptic Engineと呼ばれる振動アクチュエーターが搭載されており、通知の際などに触感フィードバックがされる。
Apple Watch (第1世代)とSeries 1は防水では無くIPX7等級である。Series 2以降では50mの耐水性能があり、スイミングや、サーフィンをしながらの着用も可能であるが、高圧の水を当てたり、シャンプー・石鹸・ローションなどに触れると耐水性や、水密性が下がる。
駆動時間はAppleの定めた条件による使用で18時間であり、裏蓋に専用の充電ケーブルを装着し充電する。充電器はマグネットで接続され、電磁誘導を用いて充電する。
BluetoothとWi-Fiが搭載されており、iPhoneとの通信に使用される。
Bluetoothが利用できないとき、Apple Watchは、ペアリングしたiPhoneが接続したことのある2.4Ghz/5GHzネットワークにWi-Fiで接続する。GPS＋Cellularモデルの場合、Wi-Fi圏外でも利用可能である。

### ソフトウェア
独自のwatchOSを採用。iPhoneとの連携機能を備えている。
Apple Watchを使用するには、各デバイスごとに必要なバージョンへアップデートされた端末が必要である。
なお、iPadシリーズやiPod touchなどiPhone以外の端末ではペアリング用アプリはインストールできないようになっており、ペアリングすることができない。
watchOSのダウングレードは通常iTunesなどでは行えず、Appleの工場でダウングレードしてもらう必要がある。

## 騒動・不祥事

### 心拍数測定機能に対する反トラスト法訴訟
2021年、AliveCorはAppleがApple Watchの心電図技術に関連して競争を阻害し、「略奪的」かつ「排他的」な行為によって市場における支配力を乱用したと主張した。この訴訟は2024年2月に棄却され、AliveCorは控訴する予定であるとしている。

### 血流酸素濃度測定機能によるMasimoの特許侵害問題
2021年、Apple Watch Series 6以降に搭載されている血流酸素濃度測定機能がMasimoの特許を侵害していると提訴した。この訴訟についてITCは、2023年10月にMasimoの訴えを認め、Appleに対して「この機能を取り除かない限り、アメリカへの輸入を禁止する」との排除命令を下し、12月26日に現行ラインナップの一部であるApple Watch Series 9とApple Watch Ultra 2に対してアメリカへの輸入禁止命令を下した。それに先立ちAppleは21日に両製品の販売をアメリカ国内で停止した。また、26日に連邦巡回控訴裁判所へ上訴した。米連邦巡回控訴裁は27日、ITCの決定を一時的に差し止めたため、Appleは販売を再開している。しかし、2024年1月17日、一時差し止めを解除し、再び輸入禁止になった。そのためAppleは、血流酸素モニタを停止することで、販売を続けている。
一部の情報によると、AppleとMasimoは技術提携／買収の交渉も進めていたが、Appleにはそれとは別に一銭も支払わずに技術を盗む極秘のプラン｢プロジェクト・エヴェレスト｣があったとされている。そのプロジェクトでAppleは、Masimoの社員約20人に倍の給与を提示して抜擢までし、CTOにいたっては400万ドル（約5億7600万円）で引き抜いているとのことである。MasimoのCEOは、Appleからの交渉にいつでも応じる用意はあるとしているが、Appleからは電話一本もかかってきてないと述べている。

## シェア
|          | Apple | Fitbit | ファーウェイ | ガーミン | シャオミ | その他 |
| -------- | ----- | ------ | ------------ | -------- | -------- | ------ |
| シェア率 | 61.5% | 10.5%  | 10.3%        | 5.6%     | 3.4%     | 8.6%   |

## ギャラリー

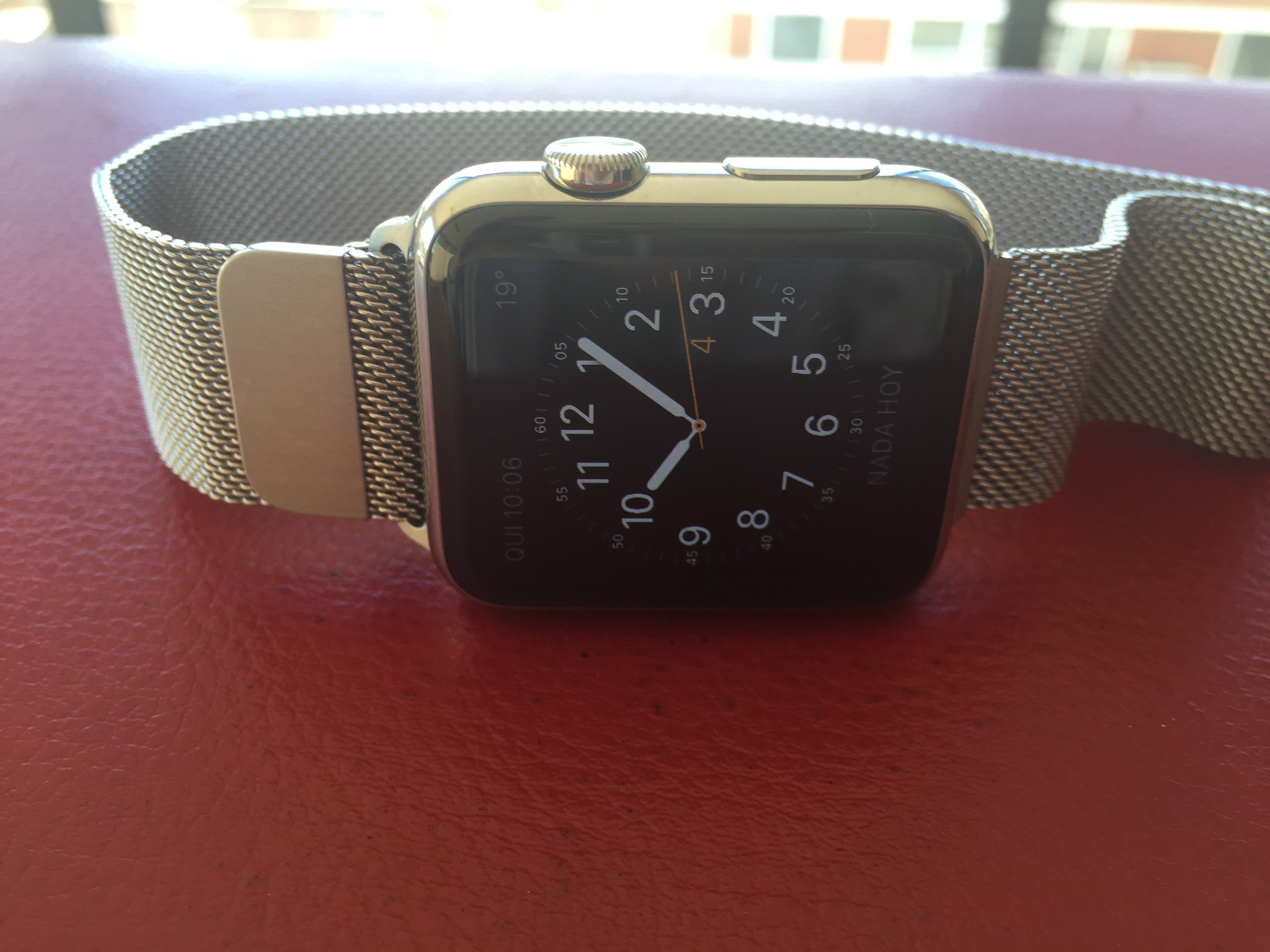
Apple Watch
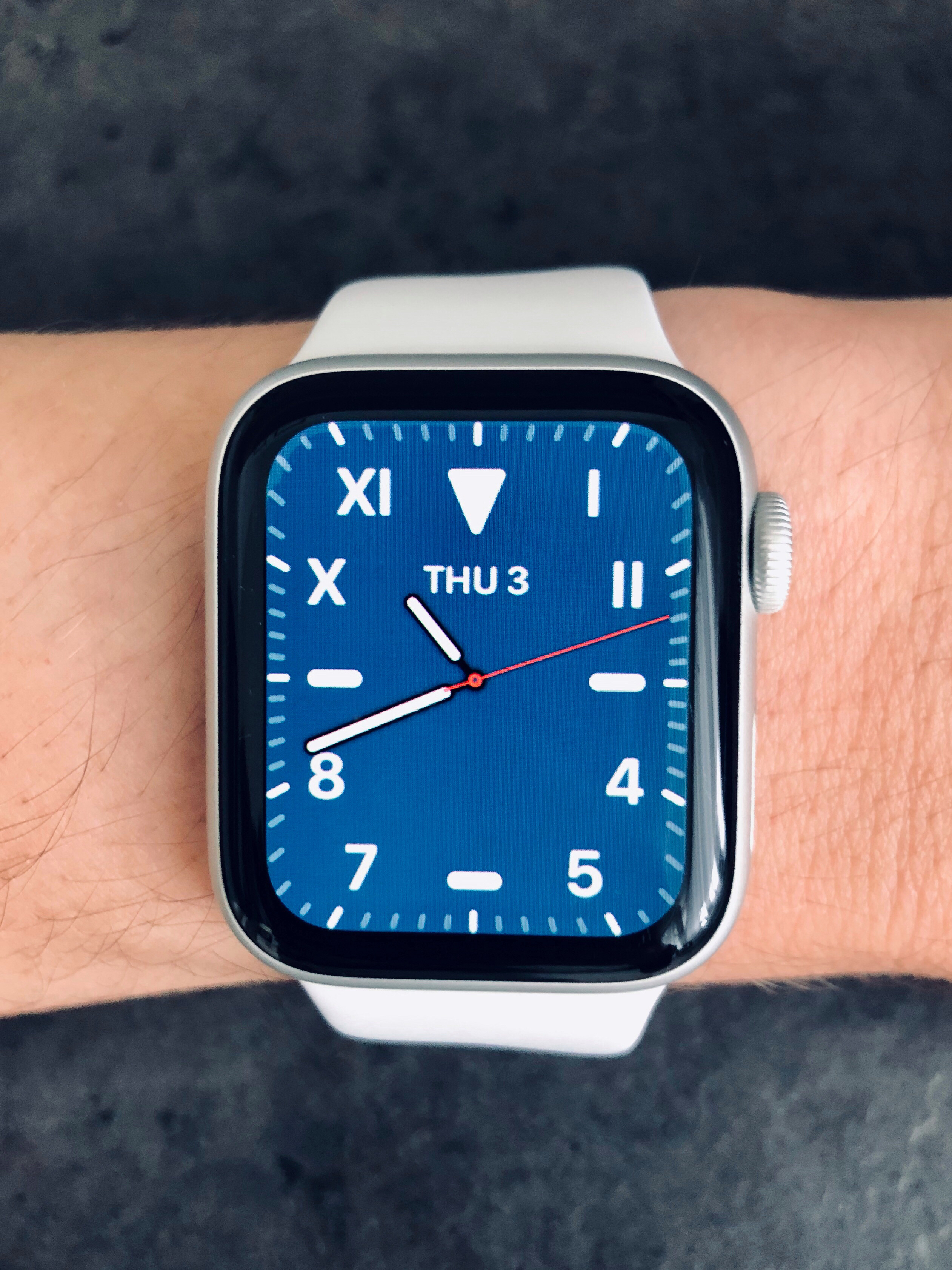
Apple Watch Series 4
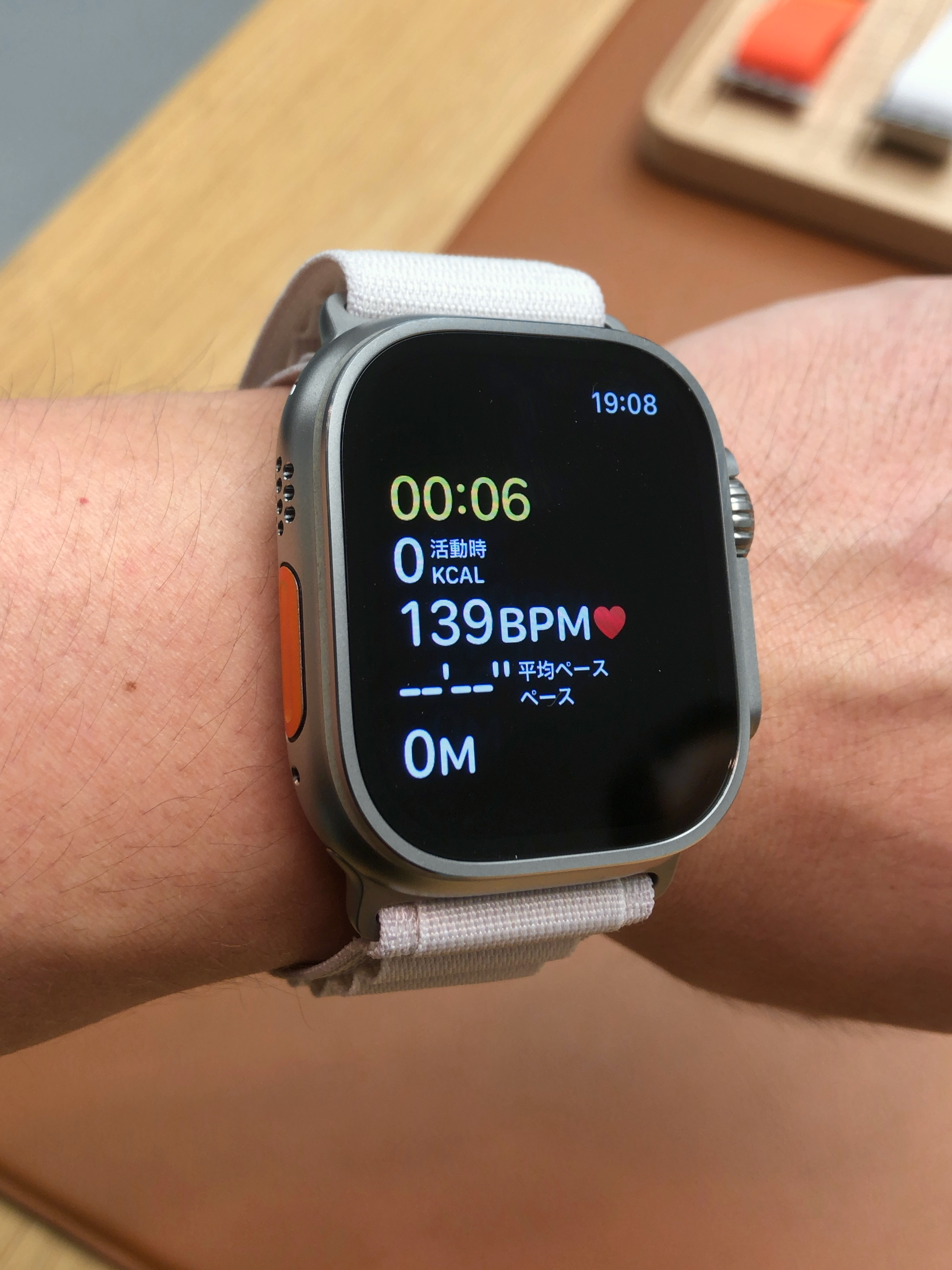
Apple Watch Ultra
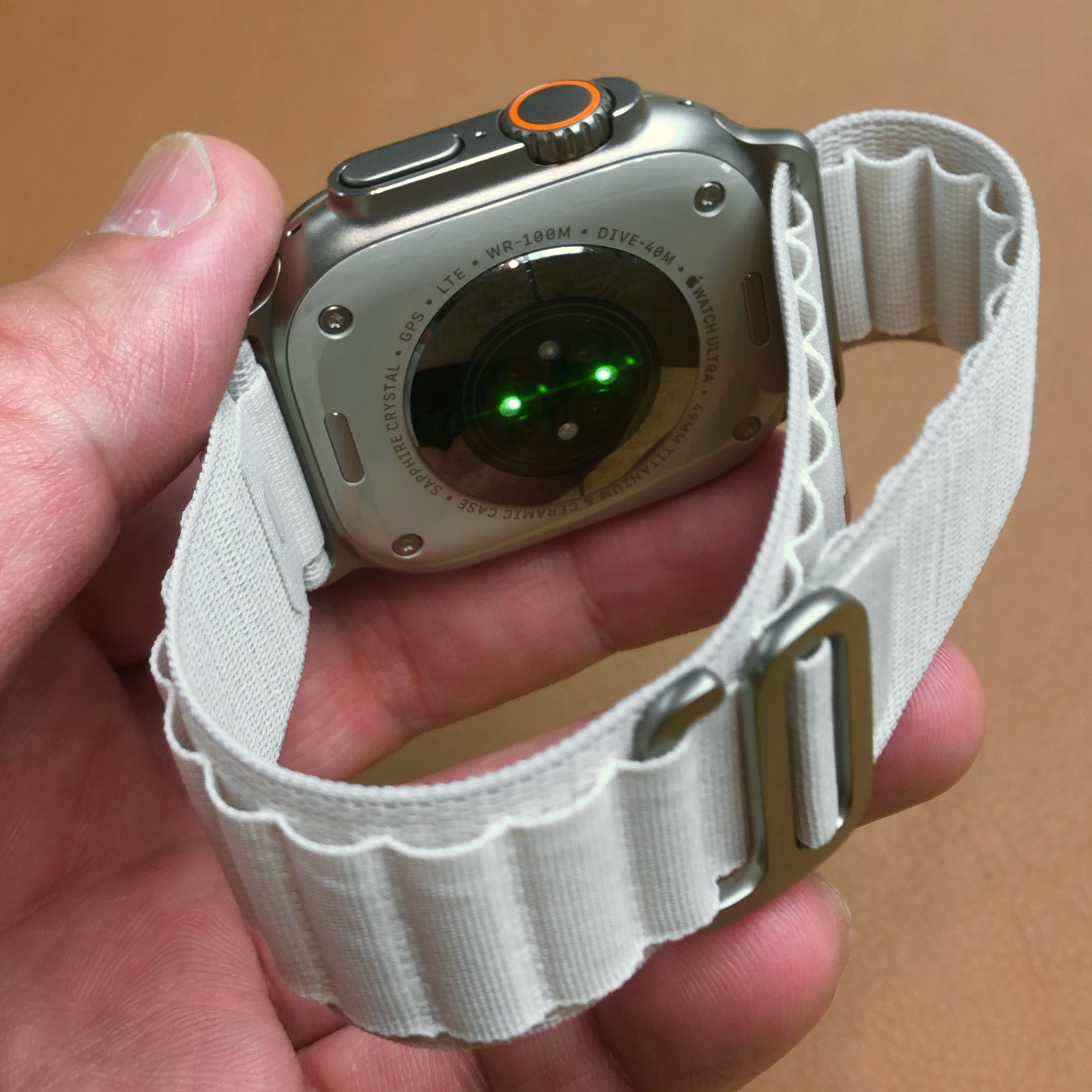
Apple Watch Ultra（裏側とアルパインループバンド）、センサー、サイドボタン、Digital Crown